# Cartilage
Le cartilage est un tissu conjonctif souple parfois élastique que l'on retrouve chez les animaux sous différents types dans le corps y compris à la surface des articulations entre les os et dans la cage thoracique, l'oreille, le nez, les bronches ou les disques intervertébraux. Le cartilage est formé de cellules de forme arrondie, les chondrocytes, incluses dans des logettes nommées chondroplastes au sein d'une matrice extracellulaire constituée de glycosaminoglycanes et de collagène.

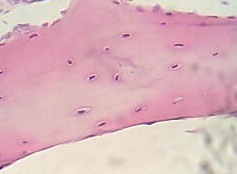
Cartilage observé au microscope photonique : au sein de la matrice extracellulaire (en rose), sont observables les chondroplastes, logettes au sein desquelles se trouvent les chondroblastes qui produisent la matrice.

Les propriétés mécaniques du cartilage, à la fois souple et résistant, le placent en position intermédiaire entre l'os et des tissus conjonctifs moins rigides, plus ou moins denses comme le tendon ou le muscle. La rigidité du cartilage lui confère un rôle particulièrement important dans le maintien de l'ouverture des différents tubes ouverts à l'air libre de l'organisme qu'il s'agisse de la trachée, des cartilages alaires des narines ou du pavillon de l'oreille autour du conduit auditif. Par rapport aux autres tissus conjonctifs, les cartilages ont la propriété de n'être ni vascularisés, ni innervés. En cas de lésions, leur réparation est donc lente voire quasi inexistante chez l'adulte. 
Les poissons cartilagineux (chondrichthyes) constituent l'une des principales classes de poissons avec les poissons osseux. Elle inclut notamment les requins et les raies dont le squelette est donc formé de cartilages et non d'os.

## Caractéristiques générales

### Cellules
Les chondrocytes et les chondroblastes sont les cellules présentes dans le cartilage. Les chondroplastes forment des logettes au sein desquelles on retrouve les cellules du cartilage, sans matrice. Les chondroblastes sont les cellules actives du cartilage, chargées de produire la matrice cartilagineuse, tandis que les chondrocytes sont des chondroblastes peu actifs.

### Matrice
La matrice du cartilage est composée de substance fondamentale et de fibrilles de collagène. La substance fondamentale est principalement constituée de protéoglycanes très hydrophiles, qui, associées à de l'acide hyaluronique, rend le cartilage fort hydraté et résistant. Le collagène de type II est majoritaire dans le cartilage, et lui confère son aspect hyalin.

### Nutrition
Le cartilage est un tissu non vascularisé, ni par les vaisseaux sanguins ni par les vaisseaux lymphatiques. Sa nutrition s'effectue grâce aux vaisseaux présents dans le périchondre.

## Typologie
Le cartilage est classé en trois types. Les cartilages diffèrent dans les quantités relatives de ses trois composantes principales.

### Cartilage hyalin
Cartilage majoritaire de l'organisme.
Les cellules de cartilage (chondrocytes) y sont volumineuses, et la matrice extracellulaire abondante. Les fibres de collagène de type II (majoritairement) et XI forment un réseau à larges mailles, invisible au microscope photonique. La vascularisation et l'innervation sont inexistantes : le chondrocyte se nourrit par imbibition à partir de l'os sous chondral. Le chondrocyte secrète les molécules de la substance intercellulaire, des cytokines, des enzymes capables de dégrader la matrice. Elles présentent des récepteurs hormonaux à des hormones de croissance hypophysaire, à la thyroxine, à la testostérone et d'autres hormones sexuelles. 

#### Chez l'embryon
Constitue le squelette embryonnaire

#### Chez l'enfant/adolescent
Certains os sont constitués en partie de ce type de cartilage. Puis, au fur et à mesure des années, sa proportion dans l'os diminue ; à la puberté il ne reste plus que les cartilages de conjugaison au niveau des os longs. Ceux-ci disparaîtront à la fin de la croissance.

#### Chez les adultes
- Le cartilage hyalin articulaire se trouve à la surface des articulations mobiles de type synoviale (avec une capsule synoviale = capsule articulaire) en continuité du périoste de l'os. On le retrouve, par exemple, dans le genou.
- Le cartilage hyalin non-articulaire, présent dans :
  - la cloison nasale séparant les deux fosses nasales (os propres du nez) ;
  - les cartilages thyroïde, cricoïde ;
  - les anneaux des grosses bronches et de la trachée (voies aériennes supérieures) ;
  - l'extrémité des côtes ainsi que les deux côtes flottantes (partie antérieure des côtes) ;
  - le cartilage du pavillon de l'oreille et le conduit auditif externe.

### Cartilage fibreux
Le cartilage fibreux ou fibrocartilage est un tissu intermédiaire entre le cartilage et le tissu conjonctif fibreux. On observe du collagène de type I, dense et orienté selon les forces de tension (en faisceaux ou entrecroisés) et de type II. On observe aussi des groupes de chondrocytes alignés. 
Il ne possède pas de périchondre distinguable. 
Il est riche en fibres de collagène, formant une trame visible au microscope photonique. Cette structure très organisée le rend très résistant aux tractions. Quelques exemples :
- les disques intervertébraux de la colonne vertébrale ;
- la symphyse pubienne entre les deux os pubiens (qui forment la partie antérieure du bassin) ;
- les ménisques des genoux ;
- les sites d'insertions des ligaments, des tendons

### Cartilage élastique
Le cartilage élastique est de couleur jaunâtre, riche en fibres élastiques, il maintient la forme d'une structure en lui conférant une grande élasticité.
On le retrouve au niveau :
- de l'oreille externe (pavillon auriculaire et conduit auditif externe) ;
- des trompes d'Eustache ;
- de l'épiglotte ;
- du cartilage aryténoïdes du larynx (cartilage laryngé) ;
- des ailes du nez.

## Métabolisme
Contrairement à d'autres tissus conjonctifs, le cartilage ne contient pas de vaisseaux sanguins. Les chondrocytes sont nourris par diffusion, aidés par l'action de pompage engendré par la compression du cartilage articulaire ou de la flexion élastique cartilage.
Ainsi, par rapport à d'autres tissus conjonctifs, le cartilage se développe et se répare plus lentement. Ces phénomènes sont réalisés par le périchondre, qui recouvre l'ensemble des cartilages (sauf le cartilage articulaire), et qui, lui, est très vascularisé.
À l'âge adulte, il n'y a plus de régénération du cartilage ; ainsi toute anomalie ou lésion est théoriquement irréversible. 
Cependant, des chercheurs et chirurgiens cherchent à développer des thérapies de réparation pour soigner les dommages au cartilage articulaire. L'utilisation de cellules-souches (Cellules progénitrices ostéochondrales) est l'une des techniques envisagées depuis les années 1990 pour la réparation de cartilage chez l'adulte.

## Deux territoires cartilagineux
- La substance territoriale, ou globe chondroïque, désignant la partie cellulaire du cartilage. Les cellules peuvent être isolées ou former des petits groupes isogéniques (des chondrones), c’est-à-dire issues de divisions d'un chondrocyte déjà isolé. L'isolement progressif est dû à la production sur toute la surface des chondroblastes (les cellules précurseures qui, une fois isolés, ou en petit groupes isogéniques, sont appelés chondrocytes) de la matrice extracellulaire.

- La substance intercellulaire, ou matrice cartilagineuse, produite par les chondrocytes. C'est la partie acellulaire du cartilage, constituée de glycosaminoglycanes, de collagène (fibres de type I, et de type II), de chondronectine, de fibromoduline, etc.

La substance intercellulaire située à proximité des chondroblastes a des propriétés basophiles, c'est la capsule. Elle est riche en chondroïtine 4-sulfate, en chondroïtine 6-sulfate, en kératane sulfate, mais pauvre en collagène.

## Formation

### Croissance interstitielle
Ce type de croissance s'opère par mitose des chondrocytes et est à l'origine de la croissance en longueur ou en volume du cartilage.

### Croissance appositionnelle
Ce type de croissance s'opère grâce au périchondre, et donne lieu à une croissance en épaisseur du cartilage.

## Ostéogénèse endochondrale

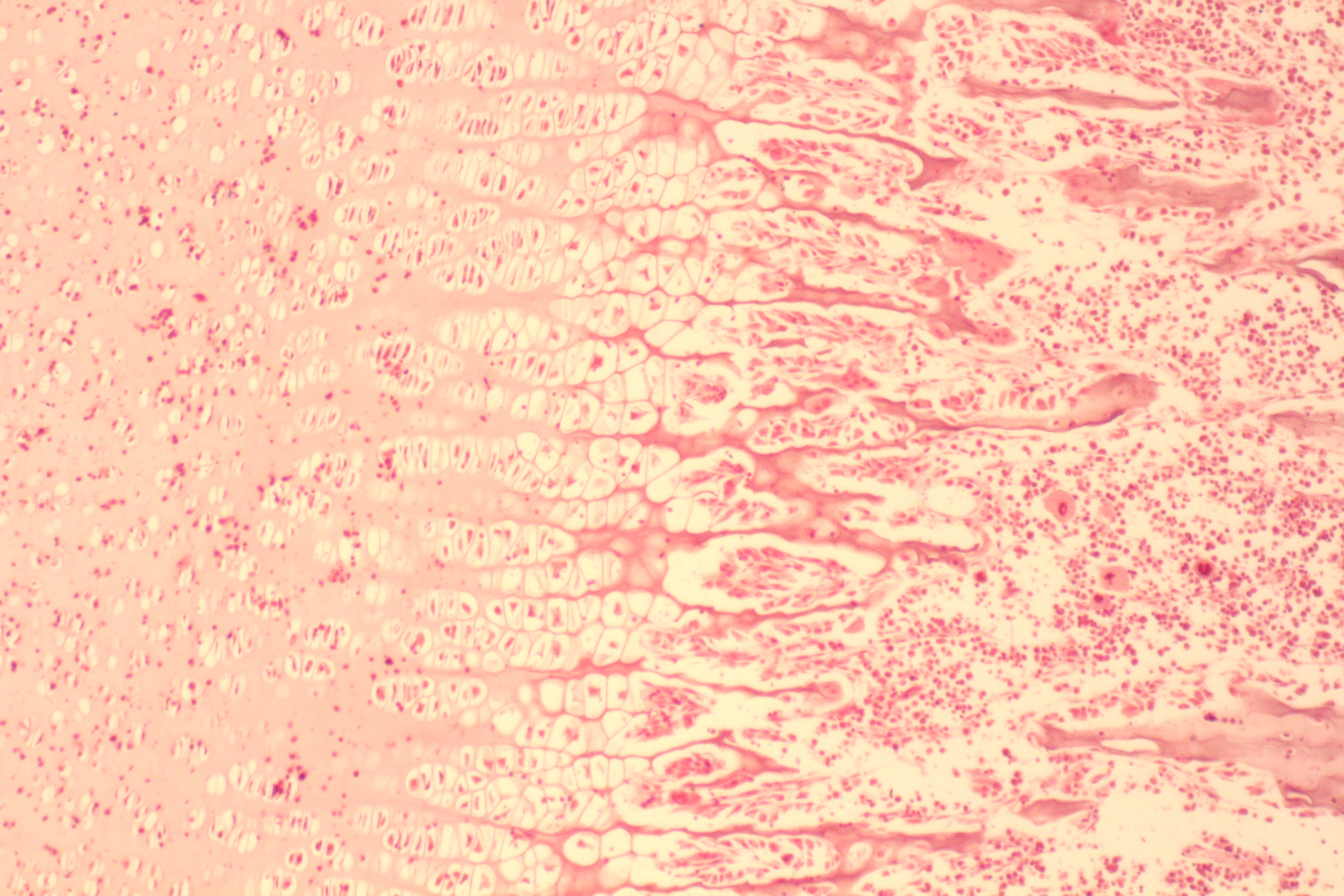
Ossification endochondrale dans un os long de chat (à gauche : cartilage; au milieu : cartilage hypertrophique/apoptose; à droite : tissu osseux spongieux)

Il peut arriver que le tissu cartilagineux (hyalin) serve de maquette à l'élaboration d'un tissu osseux. Dans ce cas, la maquette cartilagineuse est résorbée (on parle d'érosion cartilagineuse) et remplacée par du tissu osseux au cours de l'ossification endochondrale.

### Cartilage de conjugaison ou épiphysaire
C'est du cartilage hyalin situé entre la métaphyse et l'épiphyse de l'os assurant la croissance en longueur de celui-ci. Ce cartilage s'ossifie à la fin de la croissance sous l'effet des hormones, en particulier la testostérone.

## Régénération
La régénération du cartilage est limitée, en particulier chez l'adulte, et fait perdre ses capacités de résistance à la compression du cartilage. Le périchondre est chargé de proliférer, et engendre un tissu cicatriciel fibreux en cas de lésion importante.

## Pathologies
Les lésions du cartilage sont généralement d'origine mécanique (chez les sportifs par exemple) ou microbienne. 
Des phénomènes de dégénérescence peuvent être dus à l'activité anormale d'enzymes (collagenase et gélatinase) qu'il semble possible de contrôler par la doxycycline.

## Cartilage artificiel et matériaux similaires
Les propriétés du cartilage articulaire intéressent plusieurs domaines de la recherche. Elles dépendent en partie de la répulsion entre les composants de la matière.
En cherchant à produire un cartilage artificiel, des chercheurs japonais ont annoncé fin 2014 avoir créé « un nouveau gel synthétique qui imite cette fonction, mais avec des propriétés rares, dépendant de la direction » (ce gel se déforme facilement sous la pression quand elle vient d'une certaine direction, et résiste quand elle vient d'une autre direction),. 
Les auteurs de cette découverte fortuite considèrent que le cartilage a des propriétés physicomécaniques qui croisent celles de matériaux classiques, très cohérents, et celles de systèmes mettant en jeu des forces de répulsion magnétique ou électrostatiques comme dans les moteurs électriques, les trains à sustentation magnétique, des suspensions de véhicule sans contact. Selon eux, « le cartilage articulaire illustre remarquablement comment la répulsion électrostatique peut être exploitée pour atteindre l'efficacité fonctionnelle inégalée: il permet un mouvement mécanique articulaire presque sans frottement, même sous haute compression. »
Les auteurs estiment que l'intégration de propriété anisotropes électrostatiques répulsives dans un matériau composite, inspirée par le cartilage articulaire, pourrait ouvrir de nouvelles et intéressantes possibilités pour le développement de matériaux souples ayant des réactions ou fonctions impossibles à obtenir avec les matériaux actuels.